# Joundallah (Iran)
Ne doit pas être confondu avec Joundallah (Pakistan).
Joundallah (persan : جندالله, Jundullah, Soldats d'Allah), est une organisation sunnite armée, basée dans le Baloutchistan iranien et apparue vers 2003. Elle est placée sur la liste officielle des organisations terroristes du Royaume-Uni et a revendiqué depuis 2009 plusieurs attentats-suicides contre les autorités iraniennes.

## Histoire
Joundallah prend les armes à partir de 2005, contestant notamment le régime du velayat-e faqhi qui fonde la maîtrise des chiites sur les institutions politiques en Iran. Contrairement aux mouvements baloutches du Pakistan, le Joundallah, qui se fait appeler « Mouvement de Résistance populaire d'Iran », nie toute aspiration séparatiste et se réclame comme pan-iranien, militant en faveur d'un régime fédéral et de l'égalité des droits avec les chiites. Situé principalement dans la province iranienne du Sistan-et-Baloutchistan, il serait lié au trafic d'opium provenant d'Afghanistan ainsi qu'à la contrebande d'essence. Joundallah revendique être composé de 1 000 combattants, mais serait formé d'entre 200 et 700 hommes, et s'est attaqué à l'armée iranienne, à laquelle il vole ses armes.
Les liens entre les deux mouvements nommés Jundullah (pakistanais et iranien) sont inconnus et incertains ; certaines sources non gouvernementales soutiennent cependant que les deux groupes auraient prêté allégeance à Al-Qaïda ; l'Iran prétend que le mouvement iranien est à la fois inféodé à Al-Qaïda et soutenu par la CIA.
Il a revendiqué au printemps 2009 son premier attentat-suicide, visant une mosquée chiite, suivi le 18 octobre 2009 d'un deuxième attentat-suicide à Zahedan (capitale du Sistan-et-Baloutchistan), lors d'une conférence sur « l'unité entre chiites et sunnites », qui a fait au moins 41 morts, dont plusieurs hauts commandants des Gardiens de la Révolution. Téhéran annonça alors son intention de demander au Pakistan l'extradition de son chef Abdolmalek Righi. Le groupe s'était déjà attaqué, en 2007, aux Gardiens de la révolution, en utilisant des camions piégés. En juillet 2009, treize membres présumés du Joundallah ont été exécutés en réaction à l'attentat contre la mosquée.
L'Iran déclara avoir capturé Abdolmalek Righi le 23 février 2010 et assura qu'il avait été financé par les États-Unis. Quelques mois plus tard, après la pendaison de Righi le 20 juin 2010, le groupe revendiqua un double attentat-suicide, commis le 15 juillet 2010 par Abdulbasit et Mohammad Righi et visant les Gardiens de la Révolution à Zahedan. Il aurait fait au moins 27 morts et plus de 250 blessés dans une mosquée chiite. La chef de la diplomatie européenne Catherine Ashton s'est dite « choquée » et a fortement condamné ces attentats , le Canada et les États-Unis condamnant également les attentats,. L'ayatollah Ali Khamenei, guide suprême de l'Iran, déclara quant à lui que ces attentats avaient été perpétrés par des « wahhabites sournois et fanatiques avec le soutien (…) de services d'espionnage étrangers » . Joundallah revendiqua ensuite un attentat ayant tué, selon un bilan officiel, trente-quatre personnes et blessé 83 autres d'une procession religieuse chiite près de la mosquée de l'imam Hussein dans la ville de Tchabahar.